# Laomenes
Genre
Laomenes est un genre de crevettes de la famille des Palaemonidae.

## Description et caractéristiques
Ces petites crevettes vivent généralement en symbiose avec des animaux plus grands, le plus souvent des cnidaires ou des échinodermes, notamment des crinoïdes.
Ces crevettes arborent une grande diversité de robes et de formes, dépendant le plus souvent de leur hôte, et sont ainsi extrêmement difficiles à identifier. Beaucoup d'espèces sont confondues avec des Periclimenes, genre très proche.

## Liste des espèces
Selon World Register of Marine Species (17 juin 2014) :
- Laomenes amboinensis (de Man, 1888)
- Laomenes ceratophthalmus (Borradaile, 1915)
- Laomenes clarki Marin, 2009
- Laomenes cornutus (Borradaile, 1915)
- Laomenes gyrophthalmus Marin, Chan & Okuno, 2012
- Laomenes holthuisi Marin & Okuno, 2010
- Laomenes jackhintoni (Bruce, 2006)
- Laomenes nudirostris (Bruce, 1968)
- Laomenes pardus Marin, 2009
- Laomenes pestrushka Marin, Chan & Okuno, 2012
- Laomenes tigris Marin, 2009

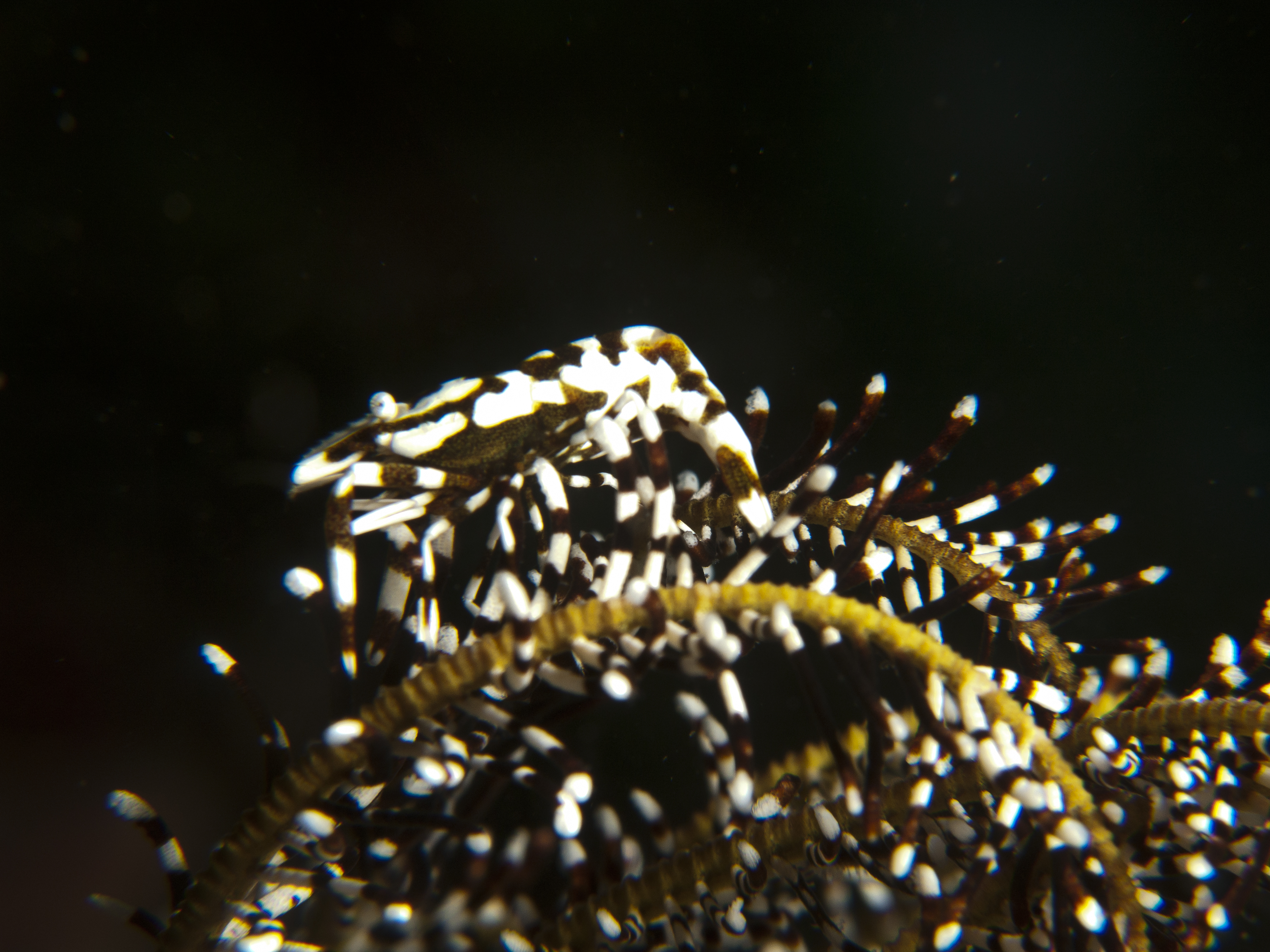
Laomenes cornutus
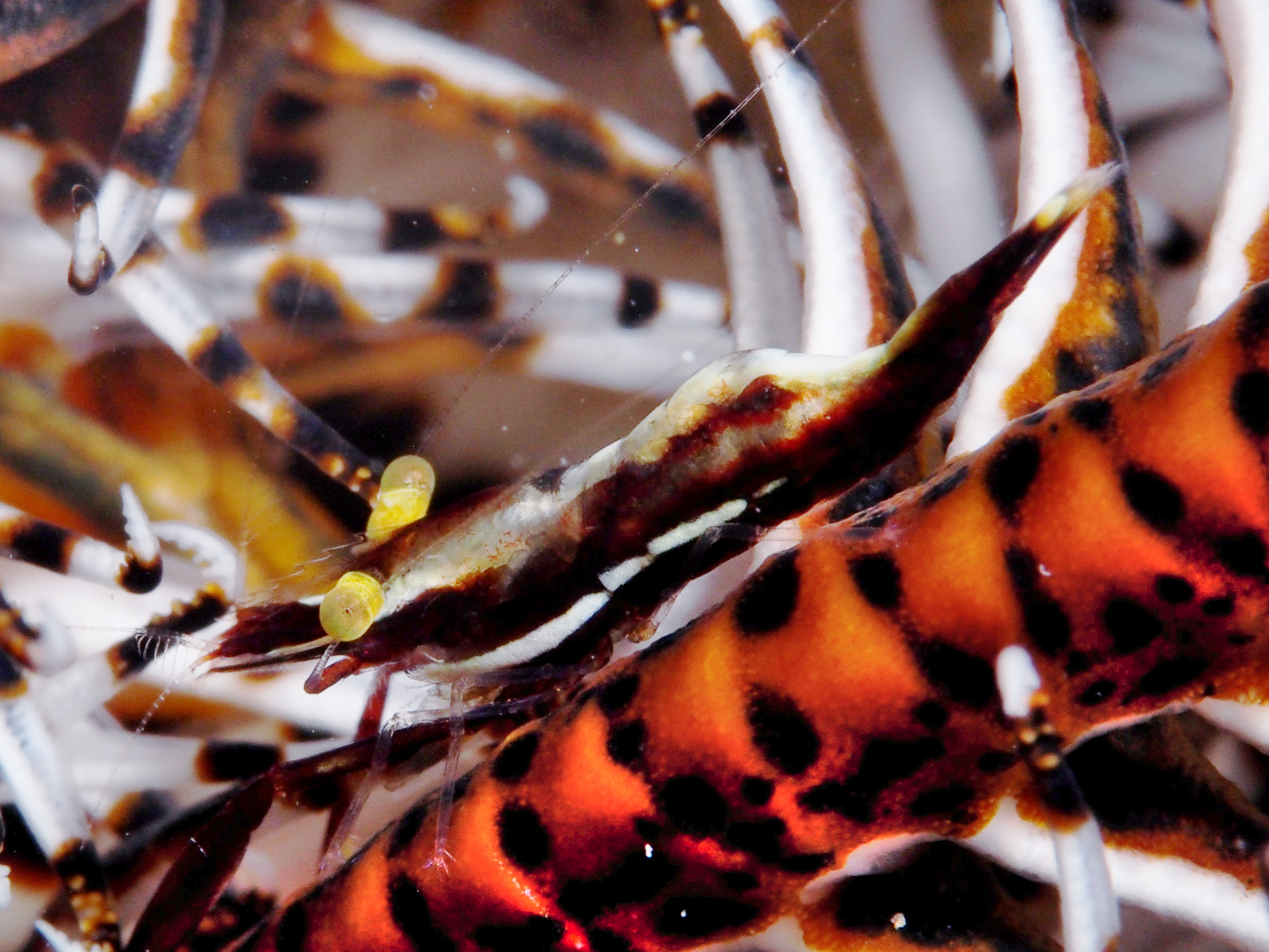
Laomenes amboinensis